# Lista de equipamentos do Exército Equatoriano
Lista de equipamentos utilizados pelo Exército Equatoriano.

## Armas Portáteis
| Modelo                      | Imagem  | Variante                        | Calibre                 | Origem              | Notas                                |
| Pistola                     | Pistola | Pistola                         | Pistola                 | Pistola             | Pistola                              |
| --------------------------- | ------- | ------------------------------- | ----------------------- | ------------------- | ------------------------------------ |
| M1911                       |         | M1911A1                         | .45ACP                  | Estados Unidos      |                                      |
| Sistema Colt Modelo 1927    |         |                                 | .45ACP                  | Argentina           |                                      |
| Ballester-Molina            |         |                                 | .45ACP                  | Argentina           |                                      |
| Browning Hi-Power           |         | DGFM Hi-Power                   | 9x19mm Parabellum       | Argentina Bélgica   |                                      |
| Glock 17                    |         |                                 | 9x19mm Parabellum       | Áustria             |                                      |
| Beretta 92                  |         | Beretta 92F                     | 9x19mm Parabellum       | Itália              |                                      |
| SIG-Sauer P226              |         |                                 | 9x19mm Parabellum       | Alemanha Suíça      |                                      |
| Submetralhadora             |         |                                 |                         |                     |                                      |
| Heckler & Koch MP5          |         |                                 | 9x19mm Parabellum       | Alemanha            |                                      |
| Colt 9mm SMG                |         | Colt Model 635                  | 9x19mm Parabellum       | Estados Unidos      |                                      |
| Escopetas                   |         |                                 |                         |                     |                                      |
| Mossberg 500                |         |                                 | 12 Gauge                | Estados Unidos      |                                      |
| Remington 870               |         |                                 | 12 Gauge                | Estados Unidos      |                                      |
| Fuzil Automático            |         |                                 |                         |                     |                                      |
| Heckler & Koch HK33         |         | HK33EA2/EA3 HK53                | 5.56x45mm NATO          | Alemanha            | Fuzil padrão do Exército Equatoriano |
| Daewoo K2                   |         |                                 | 5.56x45mm NATO          | República da Coreia | Forças Especiais                     |
| IWI Arad                    |         |                                 | 5.56x45mm NATO          | Israel              | Forças Especiais                     |
| IWI Tavor                   |         | TAR-21                          | 5.56x45mm NATO          | Israel              | Forças Especiais                     |
| Colt CAR-15                 |         |                                 | 5.56x45mm NATO          | Estados Unidos      | Forças Especiais                     |
| Colt M16                    |         | M16A2                           | 5.56x45mm NATO          | Estados Unidos      | Forças Especiais                     |
| Colt Commando               |         | Colt Model 933                  | 5.56x45mm NATO          | Estados Unidos      | Forças Especiais                     |
| Steyr AUG                   |         | AUG A1                          | 5.56x45mm NATO          | Áustria             | Tropas de Selva e Missões da ONU     |
| Norinco Type 56             |         | Type 56-2                       | 7.62x39mm M43           | China               | Instrução                            |
| FN Herstal FAL              |         | FAL 50.00 IMBEL M964A1 Para-FAL | 7.62x51mm NATO          | Bélgica Brasil      | Reserva/Instrução                    |
| SIG SG 540                  |         | SG 542                          | 7.62x51mm NATO          | Suíça               | Tropas em Missões da ONU             |
| Fuzil de Precisão           |         |                                 |                         |                     |                                      |
| Heckler & Koch PSG1         |         | PSG1 MSG90                      | 7.62x51mm NATO          | Alemanha            |                                      |
| Remington M24 SWS           |         |                                 | .308 Winchester         | Estados Unidos      |                                      |
| Fuzil Antimaterial          |         |                                 |                         |                     |                                      |
| Barrett M82                 |         | M82A1                           | .50BMG                  | Estados Unidos      |                                      |
| Metralhadora Leve           |         |                                 |                         |                     |                                      |
| FN Herstal Minimi           |         |                                 | 5.56x45mm NATO          | Bélgica             |                                      |
| IMI Negev                   |         |                                 | 5.56x45mm NATO          | Israel              | [ 6 ]                                |
| Daewoo K3                   |         |                                 | 5.56x45mm NATO          | República da Coreia | [ 7 ]                                |
| Heckler & Koch HK23         |         | HK23E                           | 5.56x45mm NATO          | Alemanha            | [ 1 ]                                |
| Metralhadora de Apoio Geral |         |                                 |                         |                     |                                      |
| FN Herstal MAG              |         | MAG 60.20                       | 7.62x51mm NATO          | Bélgica             |                                      |
| Heckler & Koch HK21         |         | HK21E                           | 7.62x51mm NATO          | Alemanha            |                                      |
| Metralhadora Pesada         |         |                                 |                         |                     |                                      |
| Browning M2                 |         | M2HB                            | 12.7x99mm NATO          | Estados Unidos      |                                      |
| Granada de Mão              |         |                                 |                         |                     |                                      |
| M26                         |         | M26A1/M61                       | Granada de Fragmentação | Estados Unidos      | [ 1 ]                                |
| M18                         |         |                                 | Granada Fumígena        | Estados Unidos      |                                      |
| M84                         |         |                                 | Granada de Luz e Som    | Estados Unidos      |                                      |
| Lança Granadas              |         |                                 |                         |                     |                                      |
| Heckler & Koch HK79         |         |                                 | 40x46mm LV              | Alemanha            | Utilizado na HK33                    |
| IWI GL40                    |         |                                 | 40x46mm LV              | Israel              | Utilizado na IWI Arad                |
| Colt M203                   |         |                                 | 40x46mm LV              | Estados Unidos      | Utilizado na M16/AR15                |
| Milkor MGL                  |         |                                 | 40x46mm LV              | África do Sul       |                                      |
| AGS-17 Plamya               |         |                                 | 30x29mm                 | União Soviética     | [ 1 ]                                |
| Lança Rojões                |         |                                 |                         |                     |                                      |
| Bazalt RPG-7                |         |                                 | 40mm                    | União Soviética     |                                      |
| M72 LAW                     |         | M72A3                           | 66mm                    | Estados Unidos      | [ 1 ]                                |
| Instalaza C90               |         | C90C                            | 90mm                    | Espanha             | [ 8 ]                                |
| Mina                        |         |                                 |                         |                     |                                      |
| T-AB-1                      |         |                                 | Mina Anti Pessoal       | Brasil              |                                      |
| M18 Claymore                |         |                                 | Mina Anti Pessoal       | Estados Unidos      | [ 9 ]                                |
| T-AB-1                      |         |                                 | Mina Anti Carro         | Brasil              |                                      |
| AC NM AE T1                 |         |                                 | Mina Anti Carro         | Brasil              |                                      |
| Type 72                     |         |                                 | Mina Anti Carro         | China               | [ 10 ]                               |

## Armamento Pesado
| Modelo                                  | Imagem           | Quantidade       | Variante                  | Calibre                             | Origem           | Notas                           |
| Canhão Sem Recuo                        | Canhão Sem Recuo | Canhão Sem Recuo | Canhão Sem Recuo          | Canhão Sem Recuo                    | Canhão Sem Recuo | Canhão Sem Recuo                |
| --------------------------------------- | ---------------- | ---------------- | ------------------------- | ----------------------------------- | ---------------- | ------------------------------- |
| M67                                     |                  | 308              |                           | 90mm                                | Estados Unidos   |                                 |
| M40                                     |                  | 24               | M40A1                     | 106mm                               | Estados Unidos   |                                 |
| Morteiros                               |                  |                  |                           |                                     |                  |                                 |
| Hirtenberger M6C-210                    |                  |                  |                           | 60mm (Morteirete)                   | Áustria          | [ 1 ]                           |
| DGFM Cal 60mm Asalto FMK1 Mod.0         |                  |                  |                           | 60mm (Morteirete)                   | Argentina        | [ 11 ]                          |
| FAMITER MC1 Cal 60mm Comando FMK2 Mod.0 |                  |                  |                           | 60mm                                | Argentina        | [ 11 ]                          |
| DGFM Cal 60mm Standard FMK3 Mod.0       |                  |                  |                           | 60mm                                | Argentina        | [ 11 ]                          |
| M224                                    |                  |                  |                           | 60mm                                | Estados Unidos   | [ 12 ]                          |
| M29                                     |                  | 412              |                           | 81mm                                | Estados Unidos   |                                 |
| M1                                      |                  |                  |                           | 81mm                                | Estados Unidos   |                                 |
| FM Cal 81mm LR FMK2                     |                  |                  |                           | 81mm                                | Argentina        | [ 11 ]                          |
| Soltam M64                              |                  |                  |                           | 81mm                                | Israel           | [ 1 ] [ 13 ]                    |
| M30                                     |                  |                  |                           | 107mm                               | Estados Unidos   |                                 |
| FM Cal 120mm LR FMK2                    |                  |                  |                           | 120mm                               | Argentina        | [ 11 ]                          |
| Soltam M66                              |                  | 12               |                           | 160mm                               | Israel           | [ 13 ]                          |
| Obuseiros                               |                  |                  |                           |                                     |                  |                                 |
| M101                                    |                  | 54 30            | M2A1 M101                 | 105mm                               | Estados Unidos   | [ 14 ]                          |
| OTO-Melara Mod.56                       |                  | 24               |                           | 105mm                               | Itália           | [ 14 ]                          |
| M198                                    |                  | 12               |                           | 155mm                               | Estados Unidos   | [ 15 ]                          |
| M114                                    |                  | 22               |                           | 155mm                               | Estados Unidos   | [ 14 ]                          |
| CITER 155mm L33 Modelo 77               |                  | 18               |                           | 155mm                               | Argentina        | [ 16 ]                          |
| Canhão Anti Aéreo                       |                  |                  |                           |                                     |                  |                                 |
| M45 Quadmount                           |                  | 226              |                           | 12.7x99mm NATO                      | Estados Unidos   |                                 |
| ZPU                                     |                  | 128              | ZPU-1 ZPU-2               | 14.5x114mm KPV                      | União Soviética  | [ 1 ]                           |
| M167 VADS                               |                  | 30               |                           | 20x102mm Vulcan                     | Estados Unidos   |                                 |
| ZU-23-2                                 |                  | 34               |                           | 23x152mmB                           | União Soviética  |                                 |
| Oerlikon GDF                            |                  | 30               | GDF-003                   | 35x228mm                            | Suíça            | [ 17 ] [ 18 ]                   |
| Bofors 40mm L/70                        |                  |                  |                           | 40x365mmR                           | Suécia           |                                 |
| Lançador Múltiplo de Foguetes           |                  |                  |                           |                                     |                  |                                 |
| BM-21 Grad                              |                  | 18               |                           | 122mm                               | União Soviética  | [ 1 ] [ 19 ]                    |
| RM-70                                   |                  | 8                |                           | 122mm                               | Tchecoslováquia  |                                 |
| Míssil Anti Carro                       |                  |                  |                           |                                     |                  |                                 |
| IAI MAPATS                              |                  |                  |                           | MAC de Médio Alcance Guiado a Laser | Israel           | [ 20 ] [ 21 ]                   |
| Rafael SPIKE-MR                         |                  | 244              |                           | MAC de Médio Alcance                | Israel           | [ 22 ]                          |
| 9M14M Malyutka-M                        |                  |                  |                           | MAC de Médio Alcance                | União Soviética  | [ 23 ] [ 24 ]                   |
| Norinco HJ-8                            |                  |                  |                           | MAC de Médio Alcance SACLOS         | China            | [ 20 ] [ 24 ]                   |
| Euromissile HOT                         |                  |                  |                           | MAC de Médio Alcance SACLOS         | França           | Montado em helicópteros Gazelle |
| Euromissile MILAN                       |                  |                  | MILAN 2T MILAN 3 MILAN-ER | MAC de Médio Alcance SACLOS         | França           |                                 |
| Míssil Superfície-Ar                    |                  |                  |                           |                                     |                  |                                 |
| MBDA MISTRAL                            |                  |                  |                           | MANPADS                             | França           |                                 |
| Short Blowpipe                          |                  | 220              |                           | MANPADS                             | Reino Unido      |                                 |
| KBM Igla                                |                  |                  | 9K38 Igla 9K310 Igla-1E   | MANPADS                             | União Soviética  | [ 1 ]                           |
| HN-5                                    |                  |                  | HN-5A                     | MANPADS                             | China            |                                 |

## Viaturas Blindadas
| Modelo                                    | Imagem           | Quantidade       | Variante         | Tipo                                          | Origem           | Notas            |
| Carro de Combate                          | Carro de Combate | Carro de Combate | Carro de Combate | Carro de Combate                              | Carro de Combate | Carro de Combate |
| ----------------------------------------- | ---------------- | ---------------- | ---------------- | --------------------------------------------- | ---------------- | ---------------- |
| AMX-13                                    |                  | 108              | AMX-13/105       | Carro de Combate Leve                         | França           | [ 25 ]           |
| Viatura Blindada de Transporte de Pessoal |                  |                  |                  |                                               |                  |                  |
| AMX-13                                    |                  | 20 a 30          | AMX-VCI          | Viatura Blindada de Transporte de Pessoal     | França           |                  |
| FMC M113                                  |                  | 14 7             | M113A1 M113A2    | Viatura Blindada de Transporte de Pessoal     | Estados Unidos   |                  |
| Engesa EE-11 Urutu                        |                  |                  |                  | Viatura Blindada de Transporte de Pessoal 6x6 | Brasil           |                  |
| BTR-60                                    |                  |                  | BTR-60PB         | Viatura Blindada de Transporte de Pessoal 8x8 | União Soviética  |                  |
| Viatura Blindada de Reconhecimento        |                  |                  |                  |                                               |                  |                  |
| Engesa EE-3 Jararaca                      |                  | 10               |                  | Viatura Blindada de Reconhecimento 4x4        | Brasil           | [ 26 ]           |
| Panhard AML                               |                  | 62               | AML-90           | Viatura Blindada de Reconhecimento 4x4        | França           |                  |
| Engesa EE-9 Cascavel                      |                  | 70               |                  | Viatura Blindada de Reconhecimento 6x6        | Brasil           |                  |
| Viatura Blindada Multipropósito           |                  |                  |                  |                                               |                  |                  |
| Otokar Cobra II                           |                  | 20               |                  | Viatura Blindada Multipropósito 4x4           | Turquia          | [ 27 ]           |
| Otokar Ural                               |                  | 15               |                  | Viatura Blindada Multipropósito 4x4           | Turquia          | [ 28 ] [ 29 ]    |
| MDT David                                 |                  | 45               |                  | Viatura Blindada Multipropósito 4x4           | Israel           | [ 30 ]           |
| Obuseiro Autopropulsado                   |                  |                  |                  |                                               |                  |                  |
| AMX Mk.F3                                 |                  | 15               |                  | Obuseiro Autopropulsado (AP) 155mm            | França           | [ 31 ]           |
| Viatura Anti Aérea                        |                  |                  |                  |                                               |                  |                  |
| ZSU-23-4 Shilka                           |                  | 44               |                  | Viatura Anti Aérea 23mm                       | União Soviética  |                  |
| Viatura Blindada Socorro                  |                  |                  |                  |                                               |                  |                  |
| T-55                                      |                  | 2                | VT-55A           | Viatura Blindada Socorro                      | Tchecoslováquia  | [ 32 ]           |
| Viatura Blindada Lança Pontes             |                  |                  |                  |                                               |                  |                  |
| T-55                                      |                  | 6                | MT-55            | Viatura Blindada Lança Pontes                 | União Soviética  | [ 32 ]           |

## Viaturas Utilitárias
| Modelo                          | Imagem               | Quantidade           | Variante             | Tipo                                                | Origem               | Notas                |
| Viaturas Utilitárias            | Viaturas Utilitárias | Viaturas Utilitárias | Viaturas Utilitárias | Viaturas Utilitárias                                | Viaturas Utilitárias | Viaturas Utilitárias |
| ------------------------------- | -------------------- | -------------------- | -------------------- | --------------------------------------------------- | -------------------- | -------------------- |
| AIL Storm                       |                      | 280                  | M-240 Storm Mk.I     | Viatura Utilitária 4x4                              | Israel               | [ 33 ]               |
| CENARECA Tiuna                  |                      | 4                    | UR-53AR50 Tiuna      | Viatura Utilitária 4x4                              | Venezuela            |                      |
| AM General HMMWV                |                      | 107                  | M1038 HMMWV          | Viatura Utilitária 4x4                              | Estados Unidos       | [ 33 ] [ 34 ]        |
| Donfeng EQ 2050                 |                      |                      |                      | Viatura Utilitária 4x4                              | China                | [ 35 ] [ 36 ]        |
| CUCV                            |                      | 200                  | Chevrolet CUCV II    | Viatura Utilitária 4x4                              | Estados Unidos       |                      |
| Viaturas de Transporte          |                      |                      |                      |                                                     |                      |                      |
| Agrale Marruá                   |                      |                      | Marruá AM20          | Viatura de Transporte 0.7 t 4x4                     | Brasil               |                      |
| Mercedes-Benz Unimog            |                      |                      | Unimog 1300L         | Viatura de Transporte 2 t 4x4                       | Alemanha             |                      |
| Engesa EE-25                    |                      | 35                   |                      | Viatura de Transporte 2.5 t 6x6                     | Brasil               | [ 37 ]               |
| REO M35                         |                      | 50                   |                      | Viatura de Transporte 2.5 t 6x6                     | Estados Unidos       |                      |
| Sinotruk Howo 1157              |                      | 99                   |                      | Viatura de Transporte 3.5 t 4x2                     | China                |                      |
| Sinotruk Howo 1067              |                      | 20                   |                      | Viatura de Transporte 5 t 4x2                       | China                |                      |
| AM General M939                 |                      | 76                   |                      | Viatura de Transporte 5 t 6x6                       | Estados Unidos       |                      |
| Navistar 7000-MV                |                      | 6                    |                      | Viatura de Transporte 6x6                           | Estados Unidos       | [ 38 ] [ 39 ]        |
| Hino 500                        |                      | 15                   |                      | Viatura de Transporte 4x2                           | Japão                |                      |
| Sinotruk Howo 290               |                      | 226                  |                      | Viatura de Transporte 4x4                           | China                |                      |
| Sinotruk Howo 336               |                      | 48                   |                      | Viatura de Transporte 6x4                           | China                |                      |
| Sinotruk Howo 371               |                      | 11 93                |                      | Viatura de Transporte 6x4 Viatura de Transporte 6x6 | China                |                      |
| Dongfeng EQ2102                 |                      | 11                   |                      | Viatura de Transporte 6x6                           | China                | [ 40 ]               |
| Cavalo Mecânico                 |                      |                      |                      |                                                     |                      |                      |
| Sinotruk Howo A7                |                      | 27                   |                      | Cavalo Mecânico 30t 6x4                             | China                | [ 41 ]               |
| Sinotruk Howo A7                |                      | 35                   |                      | Cavalo Mecânico 22t 6x4                             | China                |                      |
| Viatura de Reconhecimento       |                      |                      |                      |                                                     |                      |                      |
| Agrale Marruá                   |                      |                      | AM10 Rec             | Viatura de Reconhecimento 4x4                       | Brasil               |                      |
| Veículo Terrestre Não Tripulado |                      |                      |                      |                                                     |                      |                      |
| DOK-ING MV-4                    |                      |                      |                      | Veículo Terrestre Não Tripulado                     | Croácia              |                      |

## Aeronaves
| Modelo                       | Imagem                  | Quantidade              | Variante                | Tipo                       | Origem                  | Notas                   |
| Aeronaves de Transporte      | Aeronaves de Transporte | Aeronaves de Transporte | Aeronaves de Transporte | Aeronaves de Transporte    | Aeronaves de Transporte | Aeronaves de Transporte |
| ---------------------------- | ----------------------- | ----------------------- | ----------------------- | -------------------------- | ----------------------- | ----------------------- |
| Airbus C295                  |                         | 1                       | C295W                   | Transporte                 | Espanha                 | [ 42 ] [ 43 ]           |
| CASA/IPTN CN235              |                         | 1 1                     | CN235M-100 CN235M-300   | Transporte / Utilitário    | Espanha                 | [ 44 ]                  |
| CASA C-212 Aviocar           |                         | 1                       | C212-400                | Transporte / Utilitário    | Espanha                 | [ 44 ]                  |
| IAI 201 Arava                |                         | 1                       |                         | Transporte / Utilitário    | Israel                  | [ 45 ] [ 46 ]           |
| PZL M28 Skytruck             |                         | 1                       |                         | Transporte / Utilitário    | Polónia                 | [ 47 ]                  |
| Beechcraft Super King Air    |                         | 1                       | Super King Air 200      | Transporte / VIP           | Estados Unidos          |                         |
| Aeronaves Utilitárias        |                         |                         |                         |                            |                         |                         |
| Cessna 206 Stationair        |                         | 3                       | T206H Turbo Stationair  | Utilitário                 | Estados Unidos          |                         |
| Aeronaves de Inteligência    |                         |                         |                         |                            |                         |                         |
| Cessna Citation II           |                         | 1                       | 550 Ciration II         | Reconhecimento/ Fotografia | Estados Unidos          |                         |
| Aeronaves de Treinamento     |                         |                         |                         |                            |                         |                         |
| Cessna 172 Skyhawk           |                         | 3                       | 172SP Skyhawk           | Treinamento                | Estados Unidos          |                         |
| Aeronaves de Asas Rotativas  |                         |                         |                         |                            |                         |                         |
| Eurocopter AS.350 Ecureuil   |                         | 2 2                     | AS.350B2 AS.350L1 H125M | Treinamento / Utilitário   | França                  | [ 48 ] [ 49 ]           |
| Eurocopter AS.550 Fennec     |                         | 7                       | AS.550C3 Fennec 2       | Utilitário                 | França                  | [ 50 ]                  |
| Aérospatiale SA.330 Puma     |                         | 1                       | SA.330L Puma            | Transporte / Utilitário    | França                  |                         |
| Eurocopter AS.332 Super Puma |                         | 2                       | AS.332B Super Puma      | Transporte / Utilitário    | França                  |                         |
| Airbus H225M Caracal         |                         | 1                       |                         | Transporte / Utilitário    | França                  | 5 unidades encomendadas |
| Aérospatiale SA.315B Lama    |                         | 2                       |                         | Utilitário                 | França                  |                         |
| Aérospatiale SA.341 Gazelle  |                         | 3                       | SA.342L Gazelle         | Ataque / Utilitário        | França                  |                         |
| Mil Mi-17                    |                         | 2 2                     | Mi-171 Mi-171E          | Transporte / Utilitário    | Rússia                  |                         |

## Equipamentos Individuais
| Modelo        | Tipo               | Origem                 | Notas            |
| ------------- | ------------------ | ---------------------- | ---------------- |
| PASGT         | Capacete Balístico | Estados Unidos Equador | [ 51 ]           |
| Ops-Core FAST | Capacete Balístico | Estados Unidos         | Forças Especiais |
| ECH High Cut  | Capacete Balístico | Estados Unidos         | Forças Especiais |
| MICH TC-2000  | Capacete Balístico | Estados Unidos         | Forças Especiais |
| Alfa M2       | Coturno Tático     | Equador                | [ 52 ]           |
| S6 NBC        | Máscara CBRN       | Reino Unido            |                  |
| S10 NBC       | Máscara CBRN       | Reino Unido            |                  |
| Jaguar M1     | Uniforme Tático    | Equador                | [ 52 ]           |

## Eletrônica
| Modelo                |    | Tipo                              | Origem         | Notas                                        |
| --------------------- | -- | --------------------------------- | -------------- | -------------------------------------------- |
| New Noga Light NL-93  |    | Binóculo de Visão Noturna         | Israel         | Utilizado por pilotos da Aviação do Exército |
| Oerlikon Skyguard     | 12 | Radar de Controle de Tiro         | Suíça          | [ 17 ] [ 18 ]                                |
| Alcatel RATAC-S       |    | Radar de Vigilância de Superfície | França         | [ 54 ] [ 55 ]                                |
| Harris Falcon II      |    | Rádio Tático HF/VHF               | Estados Unidos | [ 56 ]                                       |
| Harris RF-7800S       |    | Rádio Pessoal                     | Estados Unidos | [ 57 ] [ 58 ]                                |
| Racal TRA 931         |    | Rádio Portátil HF                 | Reino Unido    | [ 57 ]                                       |
| Racal PRM 4021/4031   |    | Rádio Portátil HF                 | Reino Unido    | [ 57 ]                                       |
| Tadiran PRC-174       |    | Rádio Portátil HF                 | Israel         | [ 57 ] [ 59 ]                                |
| Thomson-CSF TRC 300-2 |    | Rádio Portátil HF                 | França         | [ 57 ] [ 60 ]                                |
| Tadiran PRC-80        |    | Rádio Tático VHF                  | Israel         | [ 57 ] [ 61 ]                                |
| Tadiran PRC-377       |    | Rádio Tático VHF                  | Israel         | [ 57 ]                                       |
| AN/PRC-77             |    | Rádio Tático VHF                  | Estados Unidos | [ 57 ]                                       |
| Datron PRC-2100       |    | Rádio Tático VHF                  | Estados Unidos | [ 57 ]                                       |

## Equipamento de Engenharia
| Modelo                    |    | Tipo              | Origem         | Notas  |
| ------------------------- | -- | ----------------- | -------------- | ------ |
| Schiebel AN-19/2          | 35 | Detector de Minas | Áustria        | [ 62 ] |
| Teledyne FLIR PackBot 510 | 4  | Robô EOD          | Estados Unidos | [ 63 ] |
| Teledyne FLIR FirstLook   | 4  | Robô              | Estados Unidos | [ 63 ] |
| GQL-111                   | 2  | Ponte Mecanizada  | China          | [ 41 ] |